# FK Koeban Krasnodar (2018)
FK Koeban Krasnodar (Russisch: Футбольный клуб Кубань Краснодар; Foetbolny kloeb Koeban Krasnodar) is een Russische voetbalclub uit de stad Krasnodar.
De club is opgericht in 2018 en kan worden gezien als de opvolger van FK Koeban Krasnodar, dat in 2018 failliet werd verklaard. 

## Geschiedenis
De club werd officieel geregistreerd op 4 juni 2018, dit was onder de naam FC Oerozjaj. Op voorhand zou de club Jekaterinodar gaan heten, echter ging dit vanwege onbekende redenen niet door. Voor het seizoen van 2018/19 mocht de club voor het eerst deelnemen aan de Tweede divisie (het derde niveau). 
Voorafgaand aan het seizoen 2020/21 onderging de club een naamsverandering. Eind juli 2020 werd deze veranderd naar het huidige FK Koeban Krasnodar. De bond keurde deze verandering goed, echter werd vastgesteld dat er geen aanspraak mag worden gedaan op de behaalde successen van de voorganger. In het seizoen dat volgde eindigde de club als eerste in de competitie. Op deze manier werd voor het eerst promotie behaald naar het tweede niveau, de Eerste liga. Waar het in 2022 als twaalfde en in 2023 als 14e eindigde.